# Bataille de Guidjel (1638)
Révolte de Ben Sakheri
Guerre entre régence d'Alger et les Kabyles
Batailles
- Bataille des Issers (1519)
- Prise d'Alger (1520)
- Bataille de la Kalâa des Beni Abbès (1553)
- Bataille de M'Sila (1554)
- Bataille de la Kalâa des Beni Abbès (1559)
- Siège de la Kalâa des Beni Abbès (1590)
- Siège d'Alger (1598)
- Bataille de Guidjel (1638)
- Bataille de Aït Aïssi (1745)
- Bataille des Zouaoua (1746)
- Bataille des Aït Irathen (1754)
- Insurrection de Kabylie (1756)
- Bataille de Draâ El Mizan (1767)
- Bataille de Draâ El Mizan (1768)

La bataille de Guidjel, parfois orthographiée bataille de Guedjal, est un affrontement entre la régence d'Alger et des seigneurs féodaux du Beylik de Constantine, comprenant le cheikh Ahmed ben Sakheri ben Bouokkaz, cheikh el arab, du Beylik et Betka-el-Moqrani, sultan des Beni Abbès.
La bataille a lieu en 1638 dans un contexte de remise en cause de l'autorité de la régence d'Alger par les chefs tribaux et féodaux de l'est algérien, connu sous le nom de révolte de Ben Sakheri. La bataille oppose une coalition de tribus, dont des nomades qui infligent une sévère défaite aux armées du bey de Constantine et aux renforts venus d'Alger,,.